# 2-enoato reduttasi
La 2-enoato reduttasi è un enzima appartenente alla classe delle ossidoreduttasi, che catalizza la seguente reazione:
butanoato + NAD+ ⇄ 2-butenoato + NADH + H+
L'enzima è una flavoproteina (FAD) ferro-zolfo. Agisce (nella direzione inversa) su un ampio raggio di α,β-ioni carbossilato insaturi alchilici ed arilici; il 2-butenoato è stato il migliore substrato testato.